# Ga'ewa
Ga'ewa (o Ga'ǝwa, in ge'ez: ጋዕዋ; fl. XVI secolo) è stata una regina musulmana vissuta nel nord del Corno d'Africa nel XVI secolo.
Il suo regno si estendeva da Metemma a ovest fino alla zona a sud del fiume Mareb, nella provincia del Tigrè.
Secondo la Cronaca del re Gälawdewos, un resoconto del regno dell'imperatore etiope Claudio d'Etiopia (1540-1559), Ga'ewa fu la regina di Säläwa, una regione del Tigrè centrale. Secondo il Futūḥ al-Ḥabasha ("La conquista dell'Abissinia"), un resoconto delle campagne portate avanti da Aḥmad Grāñ (morto nel 1543), era la regina di Mäzäga, una regione non identificata in modo definitivo, situata a nord del fiume Tacazzè e confinante con il Regno di Sennar ad ovest.
Dopo la morte di suo fratello Mäkättar, sultano di Mäzäga, assunse la reggenza per conto di suo nipote Nafî. Nel Futūḥ al-Ḥabasha venne descritta come "una donna di buon consiglio, intelligente e saggia". Secondo quanto riferito, essa guidò diverse incursioni contro l'Impero d'Etiopia cristiano. Nel 1557, gli ottomani guidati da Özdemir Pascià presero Massaua ai danni del Medri Bahri Yeshaq e massacrarono i monaci di Debre Damo. In una controffensiva, Yeshaq sconfisse gli ottomani e invase Mäzäga. Le truppe di Ga'ewa furono sconfitte e lei fuggì a Debarwa sotto la protezione degli ottomani. Cercò di convincere Özdemir a liberare Mäzäga rivelandogli dove aveva nascosto il suo tesoro, ma Yeshaq prese Debarwa prima che gli ottomani potessero organizzare una spedizione.
Nel folclore e nelle tradizioni orali, Ga'ewa è spesso confusa con la semi-leggendaria regina del X secolo Gudit. In alcuni luoghi, come il villaggio di Addi Akaweh, sono esplicitamente identificate come la stessa persona. Un'altra tradizione la vedrebbe moglie di Amad Grāñ. Le tradizioni orali del villaggio di Sǝfra Ga'ǝwa descrivono la sua omonima come una donna possedente di diverse mandrie di bovini.